# Pars reticulata
De pars reticulata (SNr) is een onderdeel van de substantia nigra. Het grootste deel van de cellen in de SNr geeft remmende GABA-erge signalen af aan andere delen van de hersenen. Het andere deel van de substantia nigra is de pars compacta.
De zenuwcellen in de pars reticulata zijn minder dicht op elkaar gepakt dan de zenuwcellen van de pars compacta.

## Functie
De zenuwcellen in de SNr maken actiepotentialen aan zonder dat er synaptische input is. Ze vuren daarnaast veel sneller dan de dopamineproducerende cellen van de pars compacta: in primaten vuren ze gemiddeld met 68 Hz, tegenover minder dan 8 Hz van de dopaminecellen. De cellen van de SNr ontvangen input uit het striatum. De axonen van de nucleus subthalamicus komen in de SNr uit.
De pars reticulata is een van de twee belangrijke kernen in de basale ganglia die het beweginggerelateerde gedeelte van de thalamus aanstuurt (de andere is het binnenste gedeelte van de globus pallidus). De zenuwcellen van de SNr komen specifiek aan in de nucleus ventralis anterior van de thalamus, vanwaar axonen naar de frontale en oculomotore gedeelten van de hersenschors gaan.